# 梅岩寺 (八尾市)
梅岩寺（ばいがんじ）は、大阪府八尾市大字教興寺に所在する、黄檗宗の仏教寺院。山号は寿福山。本尊は聖観音。河内西国霊場第14番札所。

## 概要
587年（用明天皇2年）聖徳太子による開基と伝えられている。近くにある教興寺と同様、日本で最も古い仏教寺院の一つとされ、もとは教興寺の塔頭であったといわれている。
寛文年間（1661～1673年）に隠元禅師が弟子の木庵禅師に命じて復興させ、隠元禅師自身の筆により「寿福山」の扁額が作られ、黄檗宗の禅寺となり現在に至っている。平成年代時点の山門に掲げられている扁額は模写品であり、本物は本堂にて保管されている。

## 札所
河内西国霊場
13 善光寺　--　14 梅岩寺　--　15 大通寺

## 脚註
1. ↑  ばいがんじ 梅岩寺 - 八尾市観光データベース（一般社団法人八尾市観光協会）
2. ↑  梅岩寺（公益社団法人 大阪府建築士会ウェブサイト内）